# Erethistoides pipri
Erethistoides pipri är en fiskart som beskrevs av Hora, 1950. Erethistoides pipri ingår i släktet Erethistoides och familjen Erethistidae. IUCN kategoriserar arten globalt som otillräckligt studerad. Inga underarter finns listade i Catalogue of Life.
Blir ca 70 cm lång.